# پوچسکا (استان اشوی‌داشکسیه)
پوچسکا (به لهستانی: Pełczyska) یک منطقهٔ مسکونی در لهستان است که در گمینا زووتا واقع شده‌است. پوچسکا ۴۶۰ نفر جمعیت دارد.